# Figulus hoogstraali
Figulus hoogstraali es una especie de coleóptero de la familia Lucanidae.

## Distribución geográfica
Habita en Mindanao (Filipinas).